# Jo Enzweiler

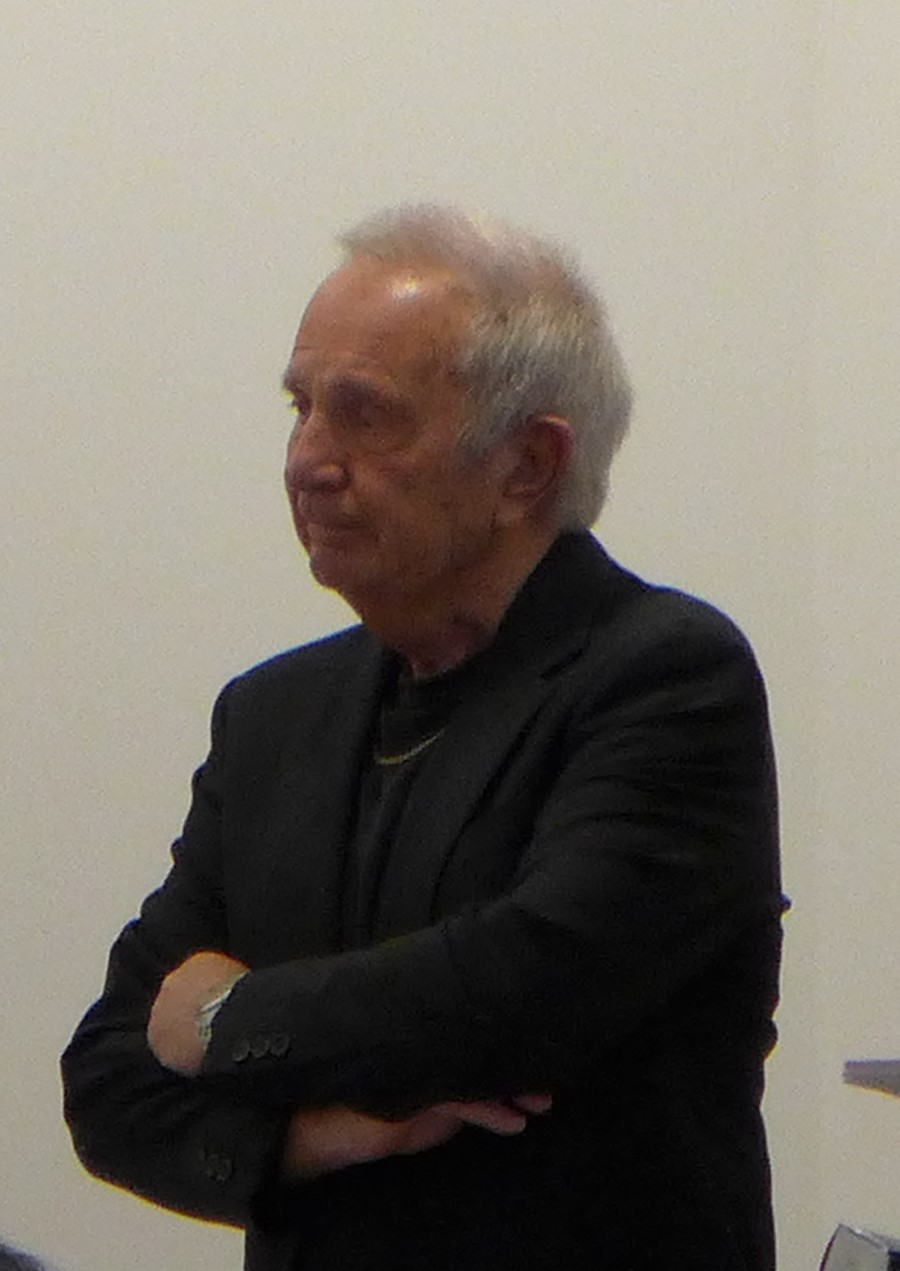
Hermann Josef "Jo" Enzweiler (2017)

Hermann Josef "Jo" Enzweiler (* 16. April 1934 in Merzig-Büdingen) ist ein deutscher Bildender Künstler und Kunstpädagoge.

## Biografisches
Von 1954 bis 1956 studierte Enzweiler Jura an den Universitäten in Saarbrücken und Hamburg. In den Jahren 1956–1961 studierte er Malerei und Kunsterziehung an der Akademie der Bildenden Künste München bei Ernst Geitlinger. Danach setzte er sein Studium fort an der École des Beaux-Arts (Toulon) bei Henri Olive-Tamari (1898–1980) an der Universität Aix-en-Provence und am Hochschulinstitut für Kunst- und Werkerziehung Saarbrücken bei Boris Kleint. Dazu begleitend studierte er zwei Jahre die französische Sprache.
Von 1959 bis 1972 war er als Kunsterzieher am Staatlichen Mädchengymnasium in Saarbrücken tätig. Danach lehrte er bis 1978 als Akademischer Rat an der Pädagogischen Hochschule des Saarlandes das Fach „Graphische Gestaltung“. 1969 gründete er mit Künstlerkollegen die „Galerie St. Johann“ (Saarbrücken), deren künstlerischer Berater und Mitherausgeber von Publikationen er seither ist.
1979 wurde Enzweiler zum Professor an die Fachhochschule des Saarlandes, Fachbereich Design, für den Lehrbereich „Künstlerische Druckgrafik“ berufen. 1988 wurde er von der saarländischen Landesregierung zum Gründungsbeauftragten der Hochschule der Bildenden Künste Saar ernannt, ein Jahr später wurde er deren Gründungsrektor; bis zum Jahr 1999 lehrte er dort als Professor für Malerei.
Auf seine Initiative hin wurde 1993 das „Institut für aktuelle Kunst im Saarland“ gegründet, das später in die Hochschule der Bildenden Künste Saar integriert wurde. Zweck des Instituts ist die Förderung von Künstlern im Saarland und in der Großregion, ebenso die Vermittlung von Kunst.
Enzweiler ist seit 1960 Mitglied der Künstlergruppe „neue gruppe saar“ und des Deutschen Werkbundes.
Jo Enzweiler lebt und arbeitet in Saarbrücken und Wallerfangen. Er ist Mitbegründer des Forschungszentrums für Künstlernachlässe in Saarlouis.

## Werk
Die Arbeiten Jo Enzweilers sind der Konkreten Kunst zuzuordnen. Eine detaillierte Beschreibung seiner Kunst findet sich im Künstlerlexikon des Instituts für Aktuelle Kunst im Saarland.
Arbeiten von Jo Enzweiler sind in zahlreichen Sammlungen und im Öffentlichen Raum vertreten.

## Auszeichnungen – Ehrungen
- 1976/77 Gast der Deutschen Akademie Rom (Villa Massimo)
- 1999 Verleihung des Saarländischen Verdienstordens
- 2009 Albert-Weisgerber-Preis für Bildende Kunst der Stadt St. Ingbert (Durch Beschluss der Jury vom 30. September 2008 wurde Enzweiler der Preis zuerkannt. Die offizielle Preisverleihung findet am 10. Mai 2009, dem 94. Todestag Weisgerbers, statt)

## Ausstellungen (Auswahl)
- 1964 Galerie Elitzer, Saarbrücken
- 1968 Übersicht über das graphische Schaffen, Deutsches Kulturinstitut, Teheran
- 1970 „Aluminium-Bilder“ Galerie P. Szepan, Gelsenkirchen
- 1974 Galerie Plus, Ulm
- 1975 Städtische Kunstsammlungen, Ludwigshafen
- 1976 Galerie Studio Berggemeinde, Frankfurt
- 1977 Deutsches Kulturinstitut, Neapel; Oldenburger Kunstverein, Oldenburg; Galerie Torhaus, Otterndorf
- 1978 Städtisches Museum Simeonstift, Trier; Schering Kunstverein, Berlin
- 1981 Gesellschaft für Bildende Kunst, Trier
- 1984 Städtische Galerie, Bergisch Gladbach
- 1986 Galerie St. Johann, Saarbrücken
- 1991 Wendalinusprojekt, Stadtmuseum St. Wendel
- 1999 Stadtgalerie, Saarbrücken
- 2000 Palazzo Albrizzi, Venedig
- 2001 Städtische Sammlungen, Neu-Ulm
- 2004 „Marburg-Projekt“ Marburger Kunstverein
- 2008 Gesellschaft für Kunst und Gestaltung, Bonn